# (16173) 2000 AC98
A (16173) 2000 AC98 a Naprendszer kisbolygóövében található aszteroida. A LINEAR projekt keretében fedezték fel 2000. január 4-én.